# Dan Briklin
Daniel Singer „Dan” Briklin (rođen 16. jul 1951) američki je biznismen i inženjer koji je kreator, sa Bobom Frankstonom, programa proračunskih tabela VisiCalc. On je isto tako osnovao firme Software Garden, Inc., čiji je trenutni predsednik, i Trellix korporaciju. On trenutno radi kao glavni tehnološki direktor kompanije Alpha Software.
Njegova knjiga, Briklin o tehnologiji, je obljavljena u izdanju izdvačke kuće Vajli u maju 2009. Zbog njegovog rada na VisiCalc, Briklin se često naziva „ocem proračunskih tabela”.

## Rani životi i obrazovanje
Briklin je rođen u jevrejskoj porodici u Filadelfiji, gde je pohađao Akiba hebrejsku akademiju. Koledž je započeo na smeru matematika, ali je ubrzo prešao na računarsku nauku. Diplomirao je na području elektrotehnike i računarske nauke sa Tehnološkog instituta u Masačusetsu 1973. godine. Kao student je boravio u Beksli Holu.
Po završetku MIT-a, Briklin je radio u korporaciji Digital Ekvipment (DEC), gde je bio deo tima koji je radio na WPS-8 do 1976. godine, kada je počeo da radi za FasFax, proizvođača registarskih kasa. Godine 1977. se vratio na univerzitet, i 1979. godine dobio je zvanje magistra poslovne administracije sa Harvard univerziteta.
Dok je bio student poslovne škole na Harvardu, Briklin je doprineo razvoju programa VisiCalc 1979. godine, čineći ga prvom elektronskom tabelom lako dostupnom za kućnu i kancelarijsku upotrebu. Program je bio napisan za računar Epl II, i smatra se softverskim programom četvrte generacije. VisiCalc je doprineo brzom rastu industrije ličnih računara. Umesto izrade finansijskih projekcija sa ručno proračunatim tabelama, pri čemu se svaka pojedinačna ćelija mora ručno preračunavati, VisiCalc je korisniku omogućio da promeni bilo koju ćeliju i da se cela tabela automatski preračuna. Ovo je pretvorilo 20 sati rada u 15 minuta i omogućilo znatno kreativnije radne poduhvate.

## Karijera

### Softveske umetnosti
Godine 1979, Briklin i Frankston su osnovali preduzeće Software Arts, Inc., i počeli sa prodajom programa VisiCalc, putem zasebne kompanije s imenom VisiCorp. Zajedno sa koosnivačem Bobom Frankstonom, on je započeo pisanje verzija programa za Tandy TRS-80, Commodore PET i Atari 800. Uskoro nakon svog lansiranja, program VisiCalc je ostvario znatnu prodavanost sa cenom od $100.
Preduzeće Software Arts je isto tako plasiralo na tržište programe  i „Spotlight”, desktop organizator za I.B.M. lični računar.

### Softverska bašta
Dan Briklin je osnovao Softvarsku baštu, malu konsultantsku firmu i razvijača softverskih aplikacija, 1985. godine. Fokus kompanije je bio da proizvodi i plasira na tržište „Dan Briklinov Demo Program“. Program je omogućavao korisnicima da kreiraju demonstracije svojih programa pre nego što su čak i napisani, a takođe je korišćen za kreiranje tutorijala za programe zasnovane na Vindousu. Druge verzije objavljene ubrzo nakon toga uključivale su demo-it!. Ostao je predsednik kompanije sve dok nije saosnivao Slejt korporaciju 1990. Godine 1992, postao je potpredsednik Slejt korporacije sa sedištem u Feniksu i razvio At Hand, tabelu zasnovanu na stajlusu. Kada je Slejt zatvoren 1994. godine, Briklin se vratio u Softversku baštu.
Njegov „Ukupni preglednik Dana Briklina“ (koji je Njujork tajms opisao kao „vizuelni način prikazivanja informacija u softveru zasnovanom na Vindousu“) objavljen je u novembru 1994. godine

### Trelikskorporacija
Briklin je 1995. osnovao Treliks korporaciju, nazvanu po Trellix Site Builder.

## Nagrade
Godine 1981, Briklinu je dodeljena nagrada Grejs Mari Hoper za VisiCalc.
Godine 1996, Briklinu je IEEE Računarsko društvo dodelio nagradu Računarski preduzetnik za pionirski doprinos razvoju i komercijalizaciji proračunske tabele i duboke promene koje je podstakla u poslovanju i industriji.
Godine 2004, on je postao član Muzeja istorije računara „za unapređenje korisnosti personalnih računara razvojem VisiCalc elektronske tabele.”
Briklin:
- pojavio se u dokumentarnom filmu Trijumf štrebera iz 1996. godine, kao i u dokumentarnom filmu Aardvark'd: 12 Weeks with Geeks iz 2005. godine, u oba slučaja govoreći o razvoju VisiCalc aplikacije.[17]
- uveo je termin „umrežavanje prijatelja-prijatelju“ dana 11. avgusta 2000.[18]
- takođe je otprilike u isto vreme uveo termin tragedija opšteg dobra.[19]

## Literatura
- Grad, B. (2007). „The Creation and the Demise of VisiCalc”. IEEE Annals of the History of Computing. 29 (3): 20—31. doi:10.1109/MAHC.2007.4338439.
- Campbell-Kelly, M. (2007). „Number Crunching without Programming: The Evolution of Spreadsheet Usability”. IEEE Annals of the History of Computing. 29 (3): 6—8. doi:10.1109/MAHC.2007.4338438.
- „A sidebar to the article "Ten Years of Rows and Columns" published in Byte, issue 13/1989, pp. 326-328.”. Архивирано из оригинала 2015-09-23. г. Приступљено 2015-06-24. „Yeah, we called it all sorts of things – electronic ledger, electronic blackboard, visible calculator – that’s what we finally based the name, VisiCalc, on.”
- Justice, United States Congress House Committee on the Judiciary Subcommittee on Courts, Intellectual Property, and the Administration of (1991). Computers and Intellectual Property: Hearings Before the Subcommittee on Courts, Intellectual Property, and the Administration of Justice of the Committee on the Judiciary, House of Representatives, One Hundred First Congress, First and Second Sessions, November 8, 1989, and March 7, 1990. U.S. Government Printing Office. Архивирано из оригинала 19. 10. 2022. г. Приступљено 7. 11. 2020.
- Jennings, Peter R. „VisiCalc 1979”. Benlo Park. Архивирано из оригинала 17. 10. 2022. г. Приступљено 19. 10. 2022. „The first copy of VisiCalc for the Apple ][ (Version 1.37) went out the door on October 17, 1979.”
- Hill, Charles (1. 1. 2014). Strategic Management: Theory & Cases: An Integrated Approach. Cengage Learning. стр. C-177. ISBN 9781305142725.
- Bricklin, Dan (15. 4. 2009). Bricklin on Technology. ISBN 9780470500583. Архивирано из оригинала 19. 10. 2022. г. Приступљено 6. 7. 2015.
- „(Image 5) SLIDESHOW: CIO Blast from the Past - 40 years of Multics”. CIO. Australia. Архивирано из оригинала 2018-06-18. г. Приступљено 2015-07-06.
- Browne, Christopher. „Historical Background of Spreadsheets”. Архивирано из оригинала 10. 6. 2017. г. Приступљено 8. 8. 2021.
- „The Idea”. Архивирано из оригинала 19. 6. 2017. г. Приступљено 7. 2. 2017.

## Spoljašnje veze
- Dan Bricklin на веб-сајту  (језик: енглески)